# Boli Bolingoli
Boli Bolingoli-Mbombo (ur. 1 lipca 1995 w Kinszasie) – belgijski piłkarz kongijskiego pochodzenia występujący na pozycji obrońcy w szkockim klubie Celtic. Wychowanek KSK Beveren, w trakcie swojej kariery grał także w takich zespołach, jak Club Brugge, Sint-Truidense VV, Rapid Wiedeń oraz İstanbul Başakşehir. Kuzyn dwóch reprezentantów Belgii, Romelu Lukaku i Jordana Lukaku.